# Podoribates laneus
Podoribates laneus är en kvalsterart som först beskrevs av Tseng 1984.  Podoribates laneus ingår i släktet Podoribates och familjen Mochlozetidae. Inga underarter finns listade i Catalogue of Life.